# Roberto Eduardo Sosa
Roberto Eduardo Sosa Echartea (San Carlos, Uruguay, 14 de junio de 1935-27 de junio de 2008) fue un exfutbolista uruguayo, jugaba en la posición de arquero. Es considerado uno de los grandes porteros de su país.

## Trayectoria
Debutó profesionalmente el 21 de agosto de 1954 en amistoso con triunfo de Nacional 4:1 sobre Club Atlético Cerro en el Estadio Centenario, en el cuadro «bolso» consiguió cinco Campeonatos nacionales y fue subcampeón de Copa Libertadores en 1964 y 1967. Jugó 382 partidos y disputó 31 clásicos frente a Peñarol. Su último partido con Nacional fue el 7 de octubre de 1967 con triunfo 4:1 sobre Liverpool Fútbol Club.
En 1968 es traspasado al campeón de Chile, al Club Universidad de Chile, en el Ballet Azul estuvo una temporada y consiguió el Torneo Metropolitano.
En 1970 llega al Club  Atlético River Plate de Uruguay, donde se consigue el Tercer puesto del campeonato Uruguayo por debajo de Peñarol y Nacional quitándote el invicto a este último.

## Selección nacional
Debutó el 7 de diciembre de 1959 por la Selección de fútbol de Uruguay, logró el Campeonato Sudamericano de 1959 en Guayaquil Ecuador, con tan solo un gol en contra, además participó en la Copa Mundial de Fútbol de 1962 y la Copa Mundial de Fútbol de 1966, jugó 22 partidos entre 1959 y 1967.

### Participaciones en Copas del Mundo
| Mundial                        | Sede       | Resultado        |
| ------------------------------ | ---------- | ---------------- |
| Copa Mundial de Fútbol de 1962 | Chile      | Primera fase     |
| Copa Mundial de Fútbol de 1966 | Inglaterra | Cuartos de final |

### Participación en Campeonatos Sudamericanos
| Copa                                   | Sede      | Resultado |
| -------------------------------------- | --------- | --------- |
| Campeonato Sudamericano Sub-20 de 1954 | Venezuela | Campeón   |
| Campeonato Sudamericano 1959           | Ecuador   | Campeón   |

## Estadísticas

### Clubes
| Club                     | País    | Año       |
| ------------------------ | ------- | --------- |
| Nacional                 | Uruguay | 1954-1967 |
| Universidad de Chile     | Chile   | 1968      |
| River Plate              | Uruguay | 1970      |
| Club Atlético Fénix      | Uruguay | 1971      |
| Club Atlético San Carlos | Uruguay | 1972      |

## Palmarés

### Títulos locales
| Título               | Club                 | País  | Año  |
| -------------------- | -------------------- | ----- | ---- |
| Torneo Metropolitano | Universidad de Chile | Chile | 1968 |

### Títulos nacionales
| Título           | Club     | País    | Año  |
| ---------------- | -------- | ------- | ---- |
| Primera División | Nacional | Uruguay | 1955 |
| Primera División | Nacional | Uruguay | 1956 |
| Primera División | Nacional | Uruguay | 1957 |
| Primera División | Nacional | Uruguay | 1963 |
| Primera División | Nacional | Uruguay | 1966 |